# 牧之瀬幸夫
牧之瀬 幸夫（まきのせ さちお、1956年11月16日 - ）は日本中央競馬会 (JRA) の元騎手で、調教助手。鹿児島県出身。

## 来歴
1976年に佐藤勝美厩舎所属騎手としてデビュー。同期には加用正、平田秀也らがいる。
1984年秋の中山大障害で障害競走の重賞初勝利。
1990年の七夕賞で平地競走の重賞初勝利。
騎手としての最終騎乗日となった1996年2月25日の最終第12競走でシャイニースターで勝利し、有終の美を飾った。
その4日後の2月29日付で騎手を引退、佐藤勝美厩舎の調教助手に転身した。

## 通算成績
- 通算 - 1932戦121勝（重賞7勝）

## 重賞勝ち鞍
- メジロアンタレス（1984年中山大障害・秋）
- シノンシンボリ（1987年中山大障害・秋）
- イダテンターボ（1990年七夕賞）
- ブロードマインド（1993年東京障害特別・秋、中山大障害・秋、1994年東京障害特別・春、中山大障害・春）